# British National League 2000/01
Die Saison 2000/01 war die fünfte Spielzeit der British National League, der zweithöchsten britischen Eishockeyspielklasse. Meister wurden die Guildford Flames.

## Hauptrunde
|     | Klub                 | Sp | S  | OTS | OTN | N  | Tore    | Punkte |
| --- | -------------------- | -- | -- | --- | --- | -- | ------- | ------ |
| 1.  | Guildford Flames     | 36 | 27 | 1   | 3   | 5  | 180:084 | 59     |
| 2.  | Basingstoke Bison    | 36 | 23 | 4   | 2   | 7  | 154:104 | 56     |
| 3.  | Fife Flyers          | 36 | 25 | 1   | 3   | 7  | 209:096 | 55     |
| 4.  | Coventry Blaze       | 36 | 24 | 2   | 1   | 9  | 215:111 | 53     |
| 5.  | Peterborough Pirates | 36 | 20 | 3   | 1   | 12 | 170:129 | 47     |
| 6.  | Hull Stingrays       | 36 | 16 | 2   | 1   | 17 | 156:147 | 37     |
| 7.  | Slough Jets          | 36 | 11 | 2   | 3   | 20 | 121:150 | 29     |
| 8.  | Milton Keynes Kings  | 36 | 10 | 1   | 0   | 25 | 153:170 | 22     |
| 9.  | Edinburgh Capitals   | 36 | 6  | 0   | 3   | 27 | 130:246 | 15     |
| 10. | Paisley Pirates      | 36 | 1  | 1   | 0   | 34 | 071:322 | 4      |

## Playoffs

### Gruppe A
|    | Klub                 | Sp | S | OTS | OTN | N | Tore  | Punkte |
| -- | -------------------- | -- | - | --- | --- | - | ----- | ------ |
| 1. | Guildford Flames     | 6  | 5 | 0   | 1   | 0 | 25:11 | 11     |
| 2. | Peterborough Pirates | 6  | 1 | 3   | 0   | 2 | 21:22 | 8      |
| 3. | Coventry Blaze       | 6  | 3 | 0   | 1   | 2 | 23:21 | 7      |
| 4. | Milton Keynes Kings  | 6  | 0 | 0   | 1   | 5 | 11:26 | 1      |

### Gruppe B
|    | Klub              | Sp | S | OTS | OTN | N | Tore  | Punkte |
| -- | ----------------- | -- | - | --- | --- | - | ----- | ------ |
| 1. | Basingstoke Bison | 6  | 3 | 2   | 0   | 1 | 19:13 | 10     |
| 2. | Slough Jets       | 6  | 3 | 1   | 2   | 0 | 17:12 | 10     |
| 3. | Fife Flyers       | 6  | 3 | 0   | 1   | 2 | 20:15 | 7      |
| 4. | Hull Stingrays    | 6  | 0 | 0   | 0   | 6 | 14:30 | 0      |

### Halbfinale
- Guildford Flames – Slough Jets 5:2, 5:2
- Peterborough Pirates – Basingstoke Bison 2:2, 1:3

### Finale
- Guildford Flames – Basingstoke Bison 7:2, 5:2